# Kapela Warszawska
Kapela Warszawska – polski zespół muzyczny, założony w 1985 roku przez Stanisława Wielanka.

## Opis grupy
```
 Zespół kontynuuje tradycje orkiestr ulicznych. Podstawą repertuaru są utwory z okresu zaborów, I i II wojny światowej, okresu międzywojennego oraz powojenne w klimatach warszawskich.
```

```
 Kapela Warszawska znana jest z wielu występów estradowych, programów radiowych i telewizyjnych oraz nagrań płytowych.
```

Z grupą współpracowali aktorzy m. in: Hanka Bielicka, Anita Dymszówna, Liliana Para, Jarema Stępowski, Mieczysław Gajda, Andrzej Piekarski, Janusz Mulewicz, Józef Polok, Zbigniew Woldański.
```
 Zespół koncertował w wielu miastach Polski i poza jej granicami. M. in. W 
Niemczech
, 
Francji
, Finlandii, Wielkiej Brytanii,  Izraelu, Luksemburgu, USA, 
Kanadzie
 i Australii.
```

```
 Od założenia przez Stanisława Wielanka Kapeli Warszawskiej w roku 1985 w skład grupy wchodzili muzycy:
```

- Stanisław Wielanek
- Leszek Krzywiec
- Zbigniew Brzozowski
- Krzysztof Kołtoński
- Andrzej Żak
- Marian Wiśniowski
- Jerzy Kopiński
- Bolesław Siedlecki
- Rafał Szpotakowski
- Marek Kłosiewicz

Oraz wykonawcy estradowi:
```
 Maria Brzozowska, Maria Gordyczukowska, Elżbieta Szaniewska, Ewa Ruck-Gaber, Bożena Jankiewicz, Jerzy Dukaj, Jerzy Gaweł, Czesław Bogdański, Józef Polok, Zbigniew Woldański.
```

## Obecny skład
- Janusz Krynicki – śpiew

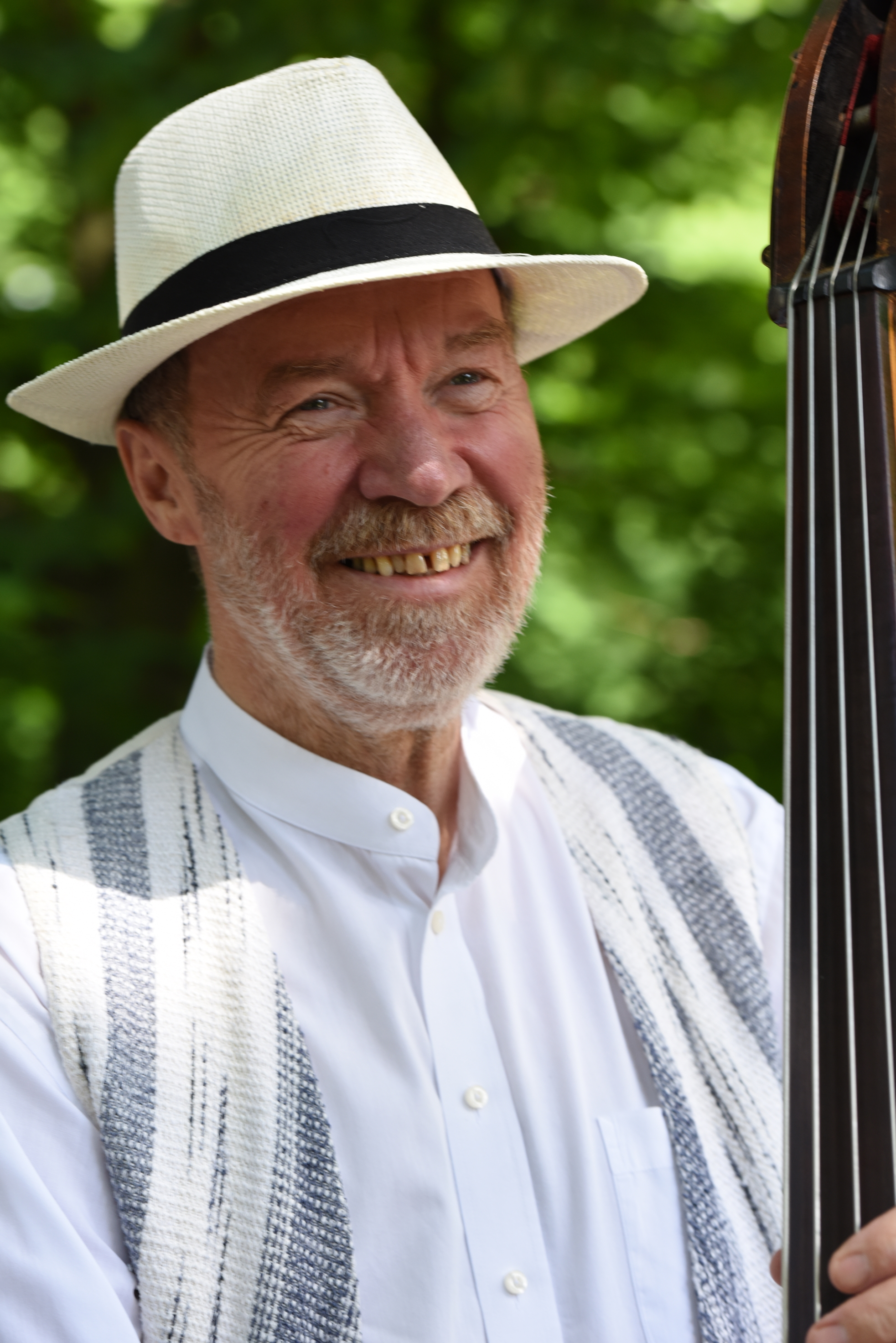
Jerzy Kopiński

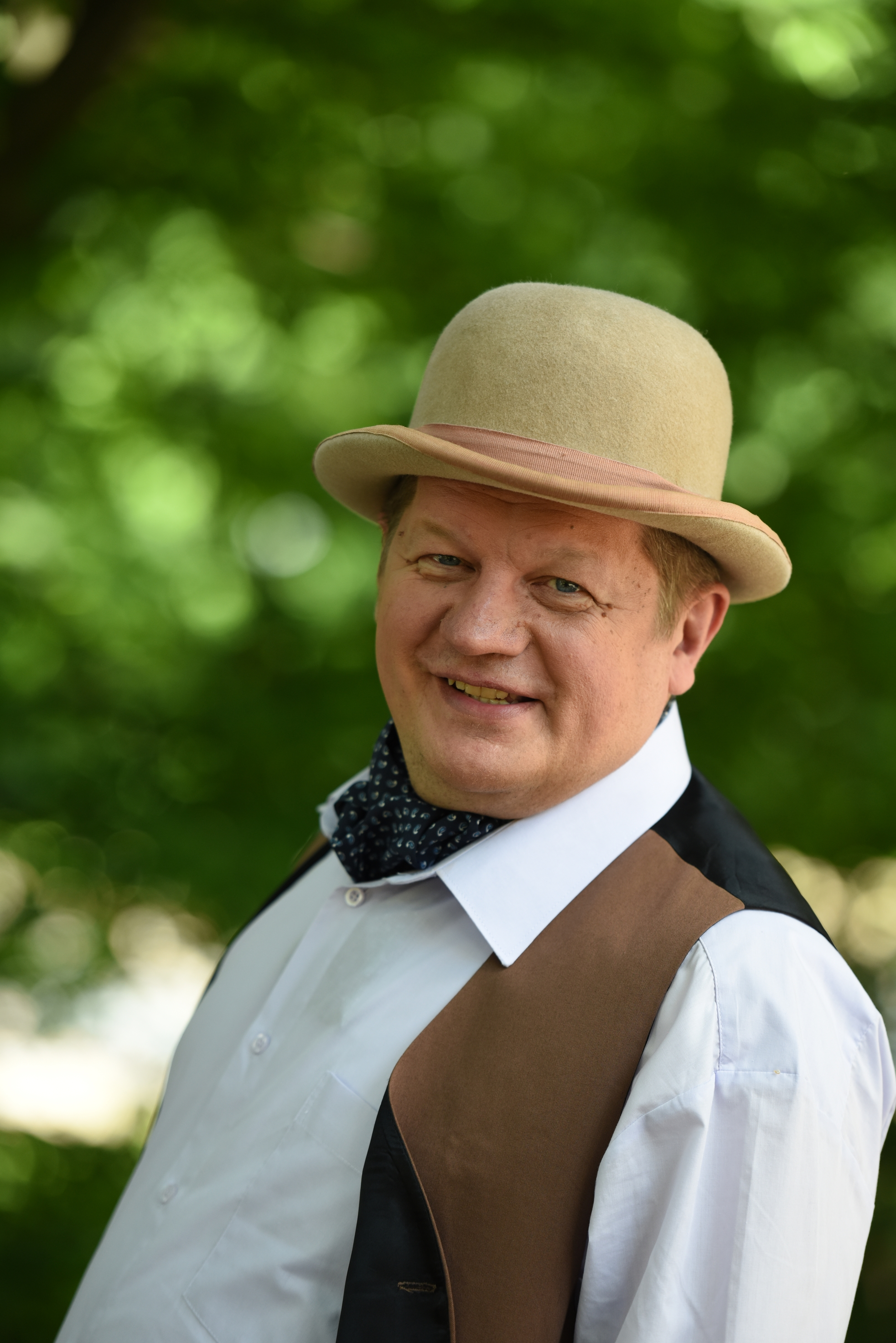
Janusz Krynicki

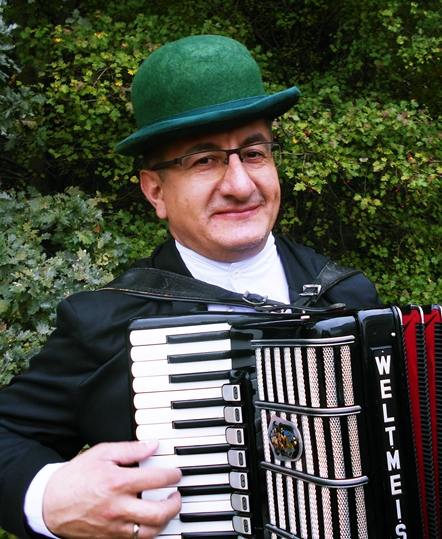
Arkadiusz Gniewek

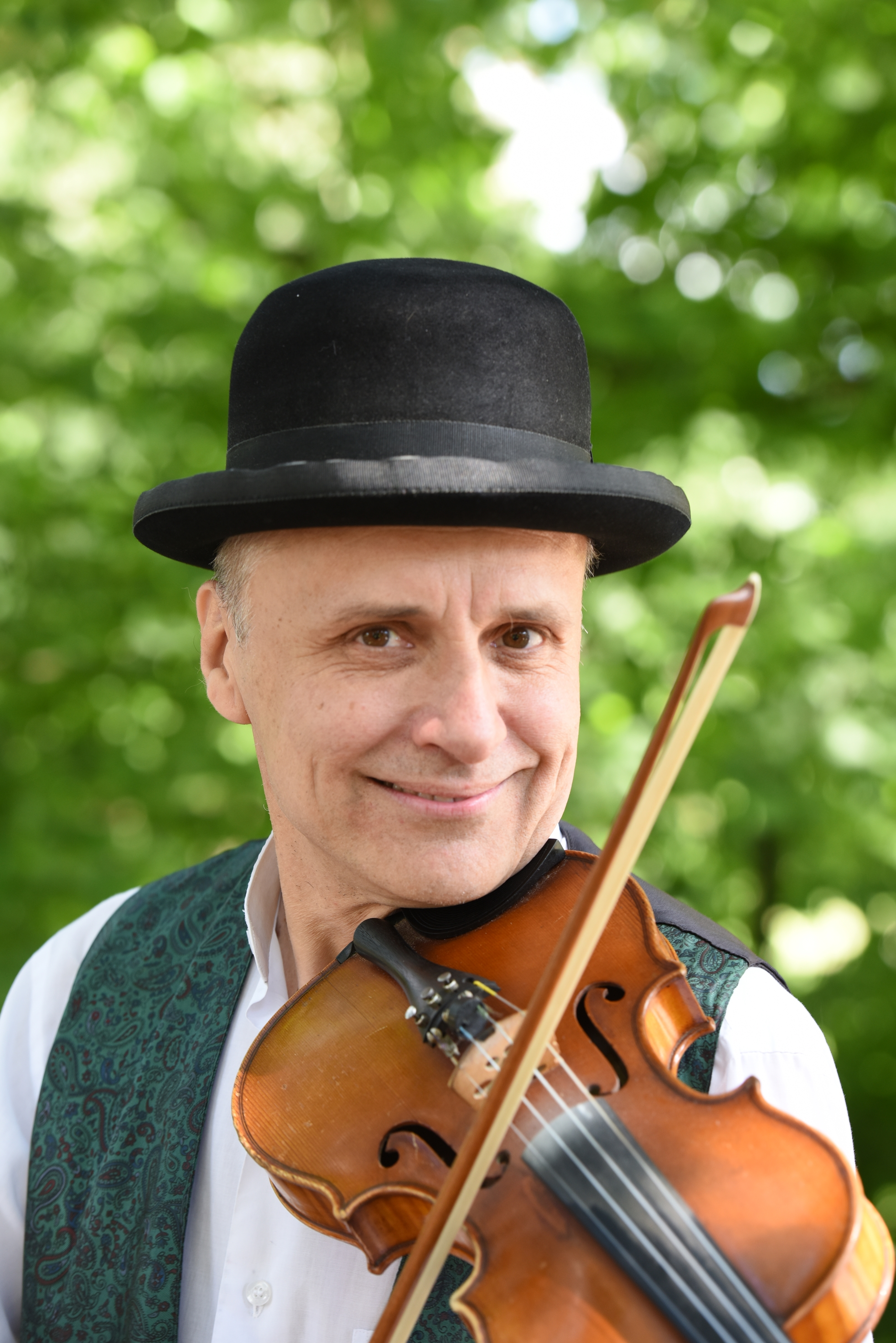
Rafał Szpotakowski

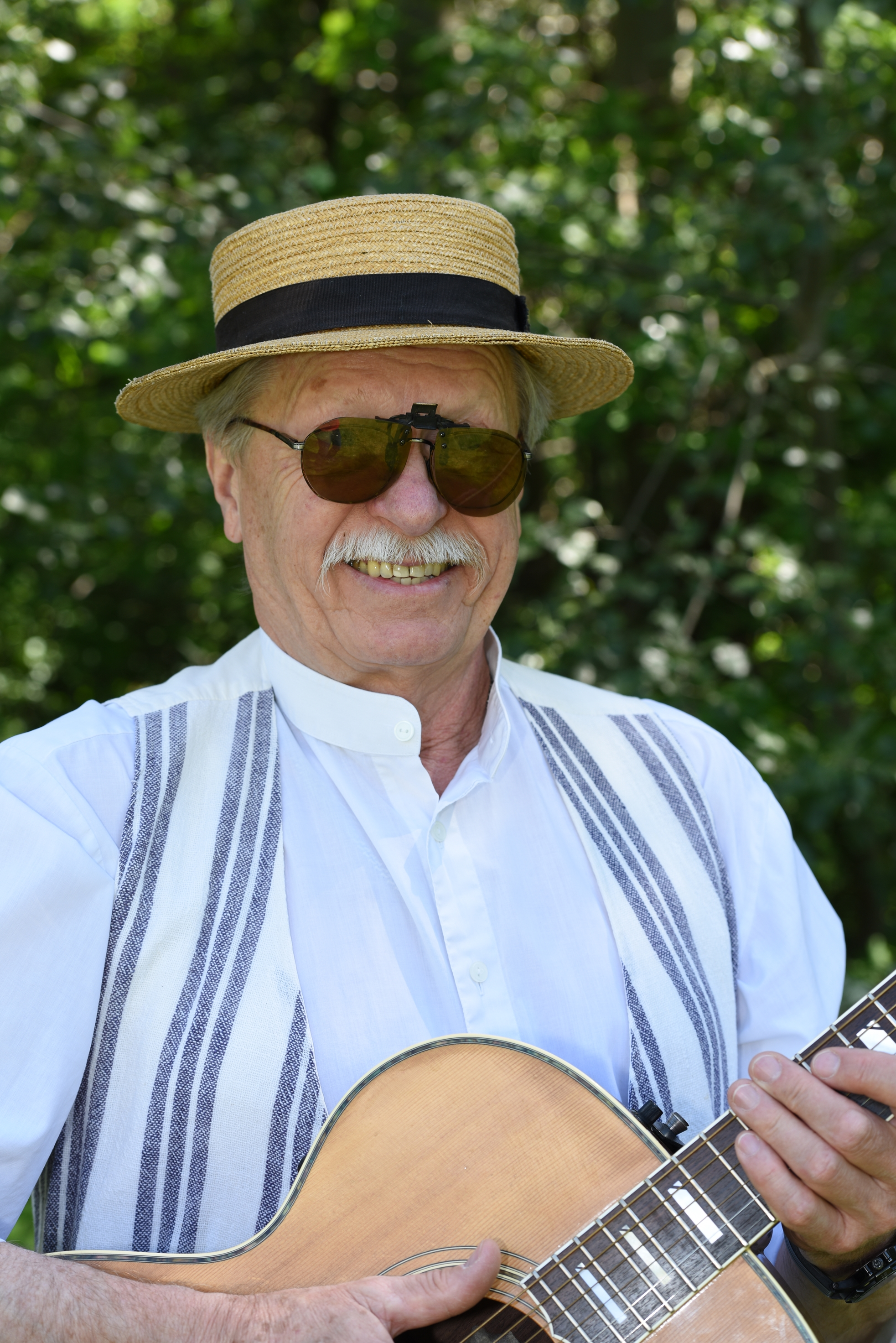
Leszek Krzywiec

- Arkadiusz Gniewek – akordeon, śpiew
- Rafał Szpotakowski – skrzypce, śpiew
- Leszek Krzywiec – gitara, śpiew
- Jerzy Kopiński – kontrabas, śpiew

## Dyskografia
- 1987 Stasiek Wielanek / Kapela Warszawska – Znakiem tego
- 1987 Stasiek Wielanek / Kapela Warszawska – Śpiewajmy od serca (kolędy polskie)
- 1988 Stasiek Wielanek /Kapela Warszawska – Lwowskich przedmieść piosenki
- 1989 Stasiek Wielanek / Kapela Warszawska – Piosenki Legionów Polskich
- 1989 Jarema Stępowski / Kapela Warszawska – Dryndą po Warszawie
- 1990 Stasiek Wielanek / Kapela Warszawska – Szmonces i liryka – Jewish
- 1994 Stasiek Wielanek / Kapela Warszawska – Szlagiery starej Warszawy
- 1995 Stasiek Wielanek / Kapela Warszawska – Chodź na piwko
- 2000 Stasiek Wielanek / Kapela Warszawska – Stare Hity z Warsaw City cz. I
- 2015 Stasiek Wielanek / Kapela Warszawska – Stare Hity z Warszaw City cz. II

## Najważniejsze utwory
- U cioci na imieninach
- Bal u starego Joska (Bal na Gnojnej)
- Chryzantemy złociste
- Hanko
- Nie ma cwaniaka dla warszawiaka
- To ostatnia niedziela
- Apasz
- i wiele innych…